# Kim So-won
Dans ce nom coréen, le nom de famille, Kim, précède le nom personnel.
Pour les articles homonymes, voir Kim.
Kim So-won (coréen : 김소원), connue aussi sous le nom de Kim So-jeong (김소정) ou Sowon (소원), née le 7 décembre 1995 à Séoul en Corée du Sud, est une chanteuse et actrice sud-coréenne. Elle est connue pour avoir été la leader du girl group GFriend sous Source Music.

## Biographie
Sowon est née à Eunpyeong-gu, à Seoul en Corée du Sud. Elle a étudié à Hanlim Multi Arts High School dont elle fut diplômée en janvier 2014 puis à Sungshin Women’s University. Elle a également fait du mannequinat.

## Carrière

### 2010-2013: DSP Media
En 2010, à 15 ans, Sowon devient stagiaire à DSP Media pendant 3 ans et 6 mois. En 2011 et 2013, elle apparait dans les clips vidéos To Me et Tell Me Tell Me de Rainbow et en 2012 dans Making the Star- DSP Boyz, une émission de télé-réalité diffusée sur MBC,.

### Depuis 2015: Source Music, GFriend et activités solos
Fin 2013, Sowon quitte DSP Media pour rejoindre Source Music où elle s'entrainera un an et demi avant de débuter dans GFriend. Le 15 janvier 2015, elle fait ses débuts avec le groupe lors de la sortie de leur premier EP Season of Glass ayant comme piste principale Glass Bead.
En 2015, Sowon a figuré dans Sweetie Pie, le clip vidéo de Lee Seunghwan. Elle devient en 2018, la présentatrice de l'émission Look at Me diffusée sur MBC et de l'émission Trend by Me avec Nam Bora, Lizzy and Soyou,.
Sowon, étant une ancienne mannequin, défile à la Fashion Week de Séoul 2019 pour D-Antidote x Fila.
Le 2 août 2021, plus de 2 mois après la séparation de GFriend, il est officiellement annoncé que Sowon a décidé de signer un contrat d'exclusivité avec IOK Company en tant qu'actrice et que dorénavant, elle fera carrière sous son nom de naissance à savoir Kim So-jeong.
Le 16 novembre 2022, après avoir quitté IOK Company, Kim So-jeong signe un contrat d'exclusivité avec Oui Entertainment et continue dorénavant sa carrière sous le nom de Kim So-won.

## Filmographie

### Film
| Année        | Titre | Rôle | Notes  | Réf. |
| ------------ | ----- | ---- | ------ | ---- |
| 4:44 Seconds |       |      | [ 10 ] |      |

### Television series
| Année | Titre                | Rôle       | Notes     | Réf.   |
| ----- | -------------------- | ---------- | --------- | ------ |
| 2022  | My Chilling Roommate | Jung Se-ri | Ciné-rama | [ 11 ] |

### Clips vidéos
| Année | Titre           | Artiste       | Notes        |
| ----- | --------------- | ------------- | ------------ |
| 2011  | To Me           | Rainbow       |              |
| 2013  | Tell Me Tell Me | Rainbow       |              |
| 2015  | Sweetie Pie     | Lee Seunghwan | Avec GFriend |

### Émissions
| Année | Titre                         | Réseau     | Notes                       |
| ----- | ----------------------------- | ---------- | --------------------------- |
| 2012  | DSP BOYZ - Making the Star    | MBC Music  | Avec A-JAX                  |
| 2016  | My Little Television          | MBC        | Avec Yerin                  |
| 2017  | Lipstick Prince 2             | OnStyle    | Avec Yerin                  |
| 2018  | I Have Something to Say Today | MBC every1 | Invitée aux épisodes 3 et 4 |
| 2018  | Look at Me                    | MBC every1 | Présentatrice               |
| 2019  | Trend by Me                   | KBS        | Présentatrice               |

## Récompenses et nominations
| Année | Cérémonie                | Catégorie   | Résultat | Réf.   |
| ----- | ------------------------ | ----------- | -------- | ------ |
| 2018  | Korea First Brand Awards | Beauty Icon | Lauréat  | [ 12 ] |